# Gänsekressen
Die Gänsekressen (Arabis) bilden eine Pflanzengattung in der Familie der Kreuzblütengewächse (Brassicaceae).

## Beschreibung

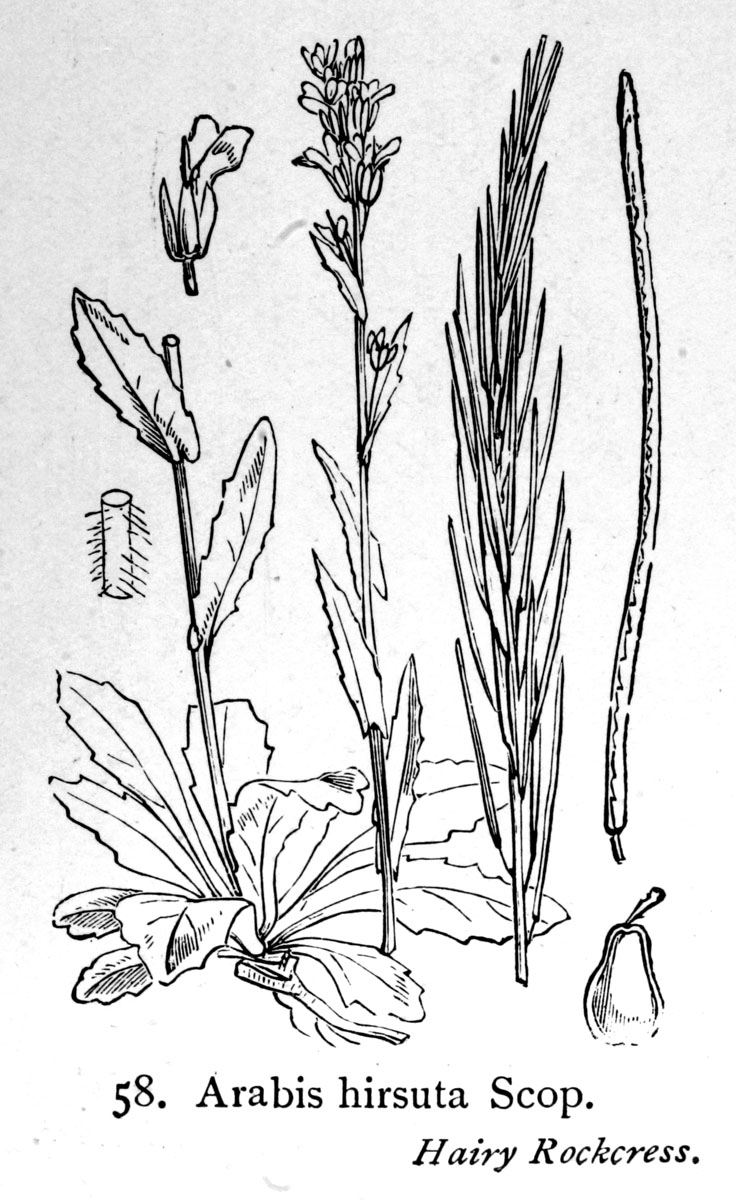
Illustration der Rauhaarigen Gänsekresse (Arabis hirsuta)

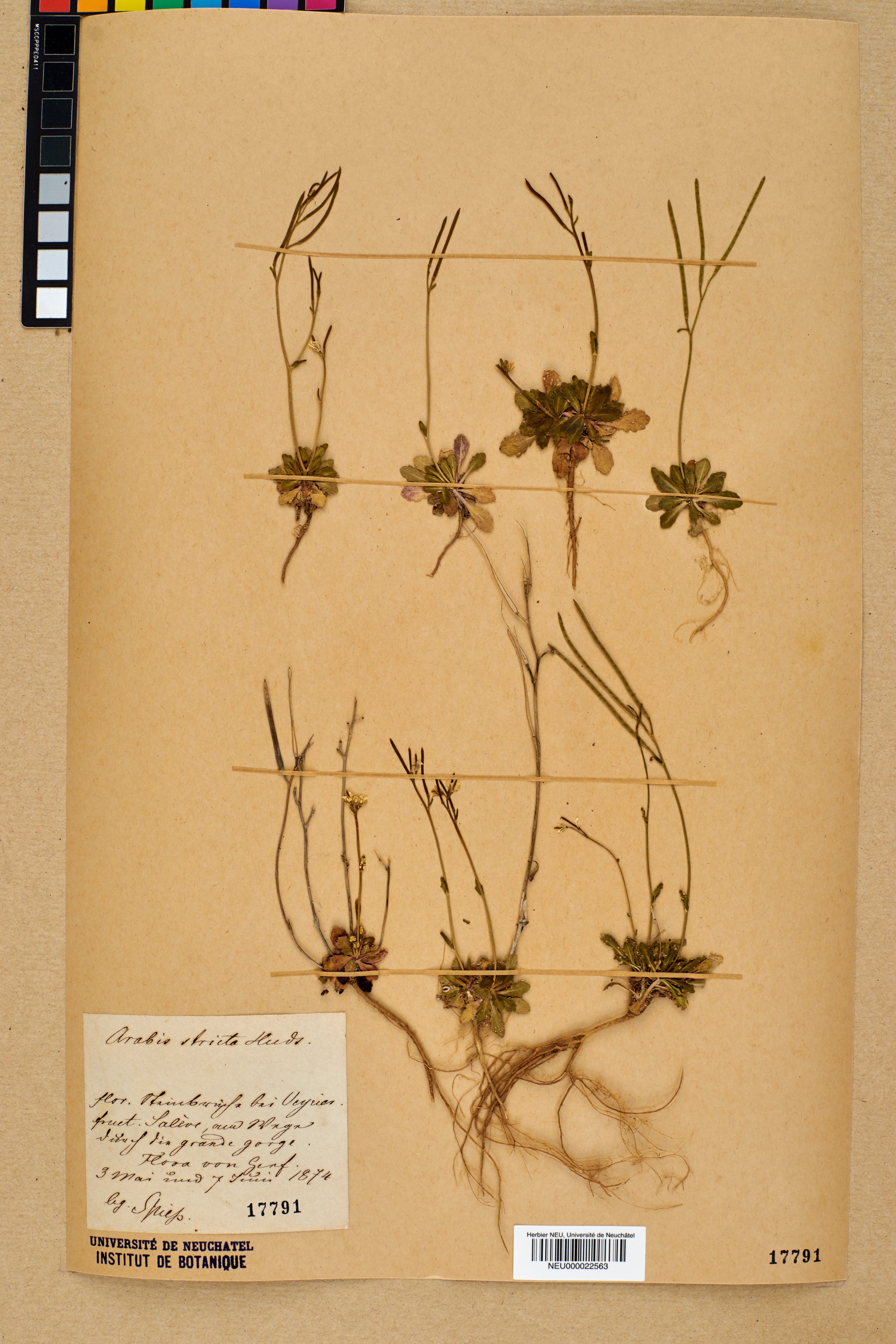
Herbarbeleg mit Schoten der Rauen Gänsekresse (Arabis scabra)

### Vegetative Merkmale
Die Gänsekresse-Arten sind ein-, zweijährige bis ausdauernde krautige Pflanzen. Die oberirdischen Pflanzenteile sind je nach Art sehr unterschiedlich behaart. Die aufrechten oder aufsteigenden Stängel sind meist deutlich behaart.
Die Laubblätter stehen in grundständigen Rosetten zusammen und sind am Stängel verteilt angeordnet. Die Grundblattrosette besteht aus gestielten oder ungestielten Laubblättern. Die in der Regel zahlreichen Stängelblätter sind meist sitzend. Die Blattspreite ist meist einfach, selten leierförmig-fiederteilig. Der Blattrand ist glatt oder gezähnt. Ihr Blattgrund ist herzförmig oder pfeilförmig, stängelumfassend. Die Blattoberfläche ist kahl oder behaart.

### Generative Merkmale
Der meist einfache, selten verzweigte, meist traubige, selten rispige Blütenstand enthält meist keine Tragblätter.
Die zwittrigen Blüten sind vierzählig. Die vier eiförmigen bis länglichen Kelchblätter besitzen einen häutigen Rand. Die inneren zwei Kelchblätter sind an ihrem Grund schwach ausgesackt. Die vier deutlich genagelten, meist spatelförmigen, länglichen, verkehrt-lanzettlichen, selten verkehrt-eiförmigen Kronblätter sind weiß, rot, lila, violett, blau oder gelblich-weiß und ihre Länge beträgt rund einen halben Zentimeter. Es sind sechs Staubblätter vorhanden. Im Fruchtknoten sind 10 bis 86, selten bis 110 Samenanlagen enthalten. Der mehr oder weniger deutlich kennbare Griffel endet in einer kopfigen oder ausgerandeten Narbe.
Die mehr als 1 Millimeter breiten, meist geraden, selten gekrümmten Schoten sind flach, netzadrig. Sie sind nicht höckerig oder perlschnurartig eingeschnürt. Die Samen stehen einreihig in der Schote, sie springen bis zur Mitte der Scheidewand vor und ergeben so eine Längszeile. Sie sind wechselweise in die Scheidewand der Schote eingesenkt. Das Septum ist vollständig ausgebildet und ohne Adern. Aus diesem Grund sind die Fruchtklappen flach und kaum höckerig. Die länglichen bis kreisförmigen Samen sind geflügelt oder gerandet.
Die Chromosomengrundzahl beträgt x = 8.

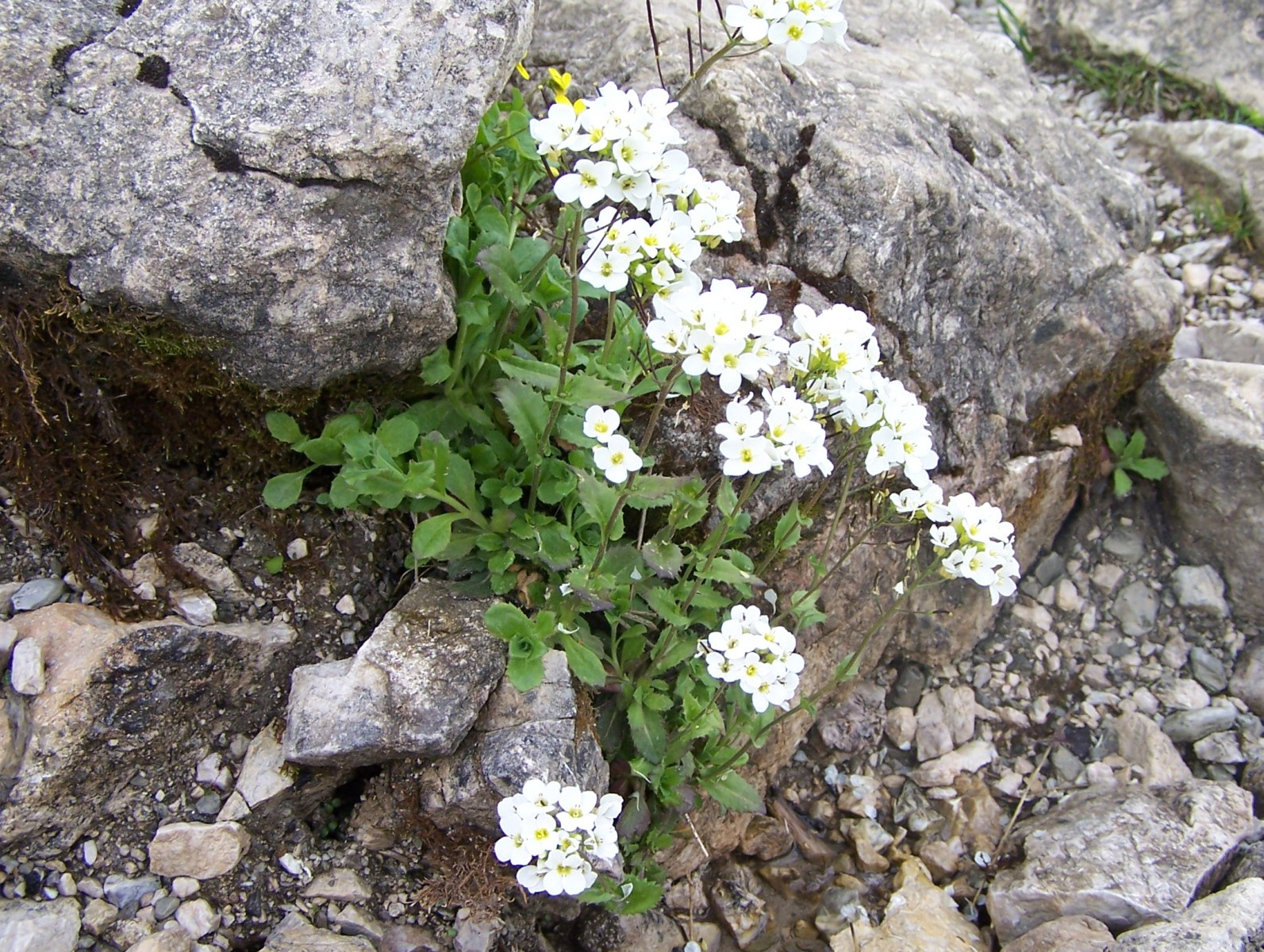
Alpen-Gänsekresse (Arabis alpina)

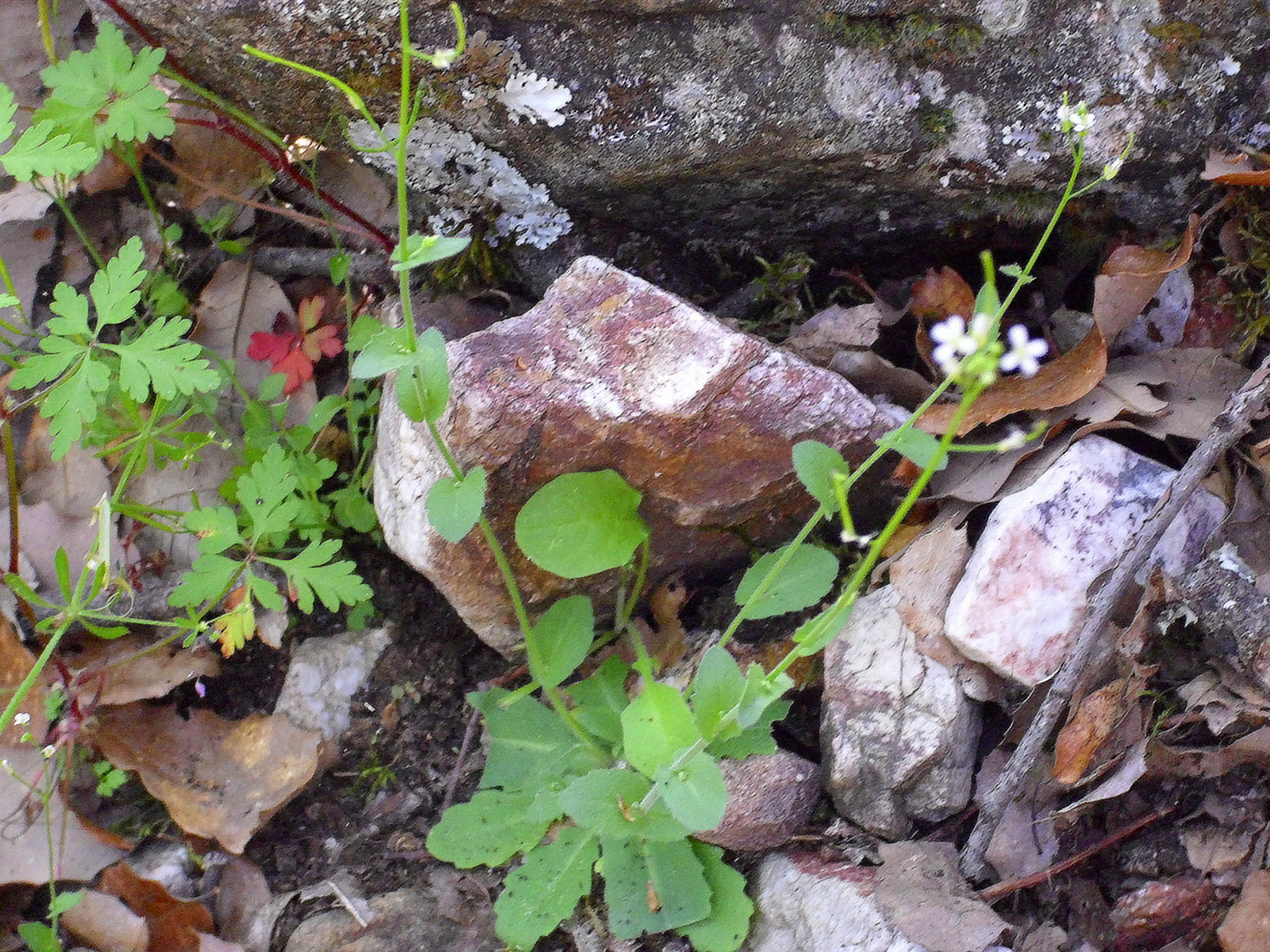
Öhrchen-Gänsekresse (Arabis auriculata)

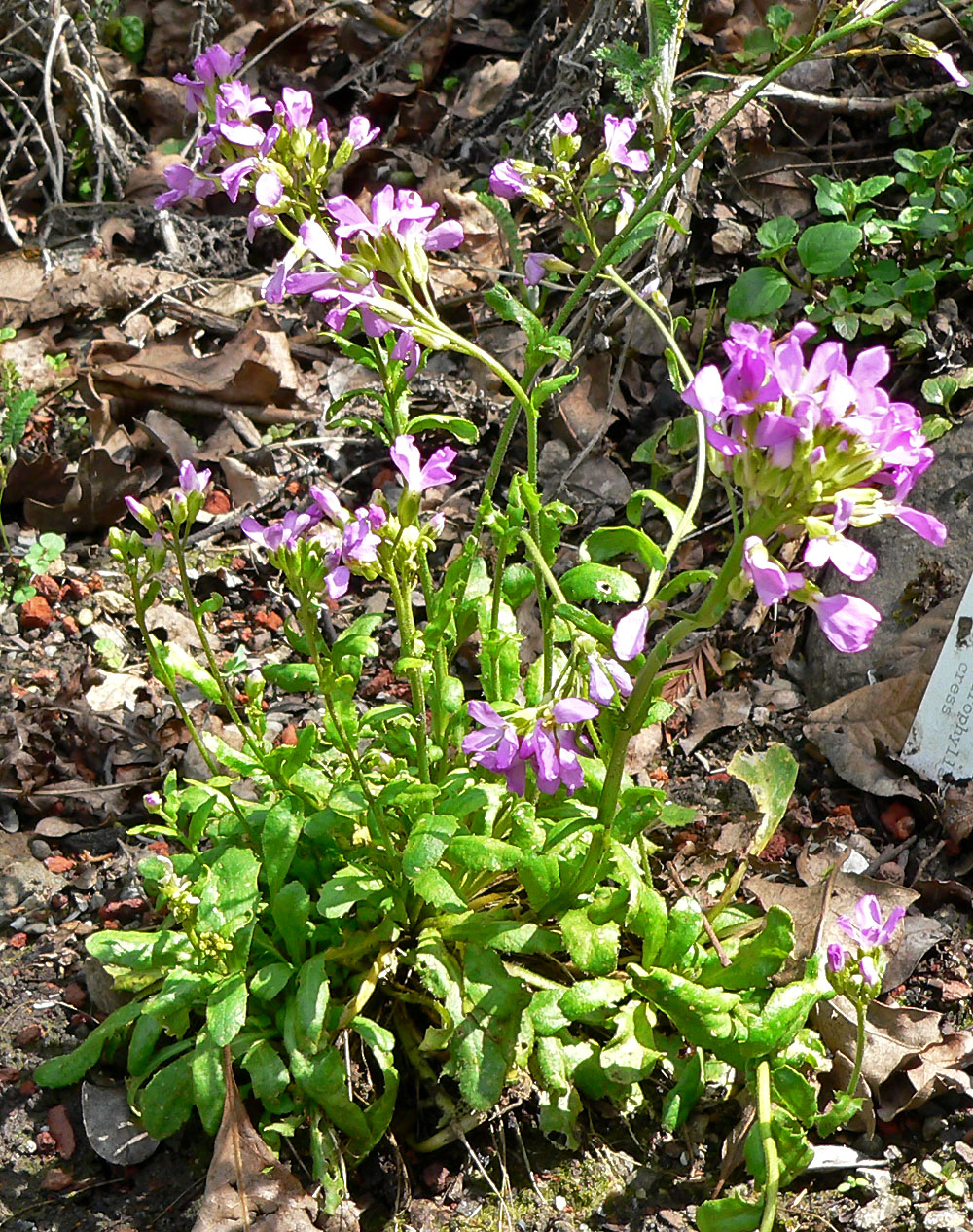
Arabis blepharophylla

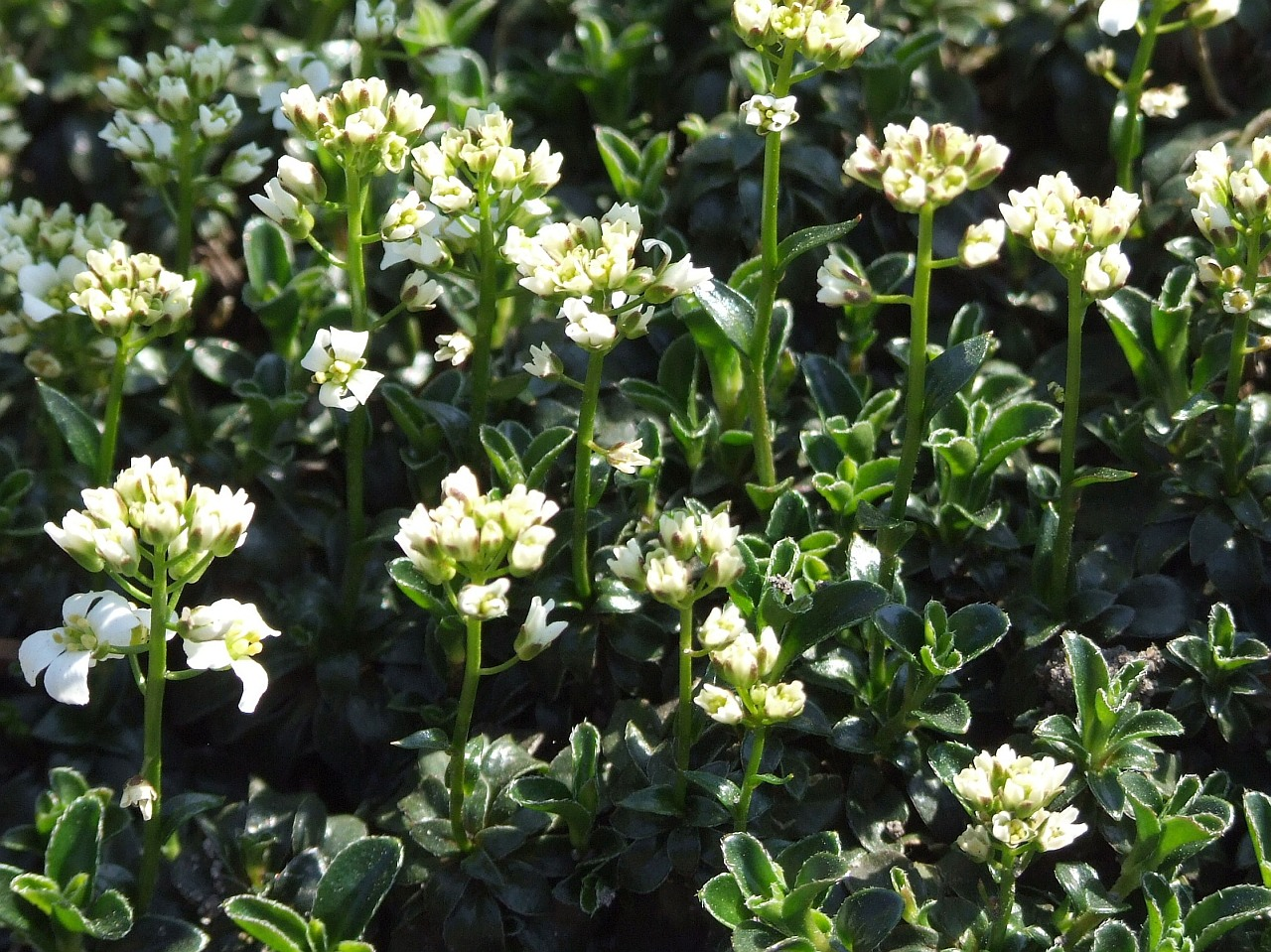
Arabis ferdinandi-coburgii

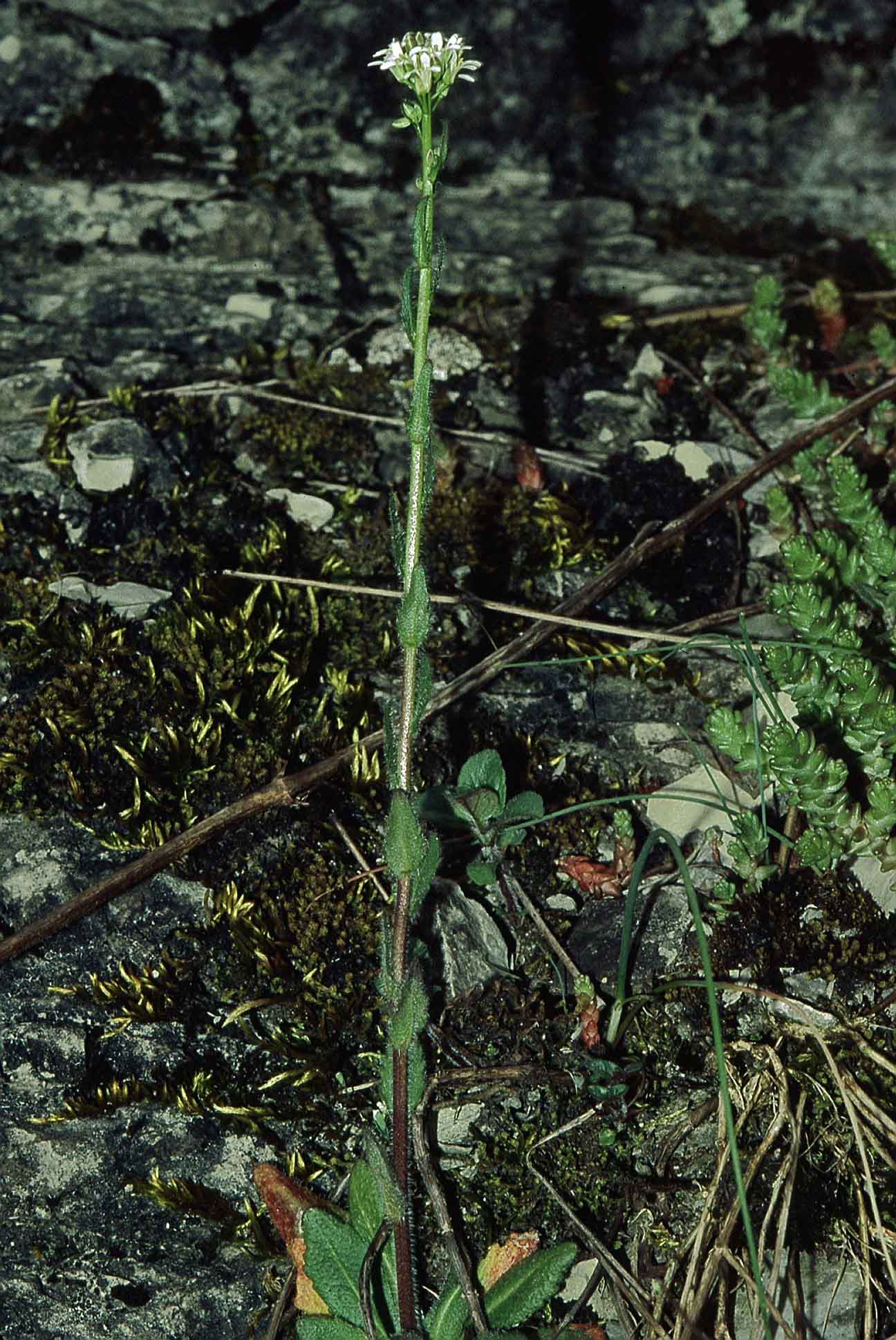
Rauhaarige Gänsekresse (Arabis hirsuta)

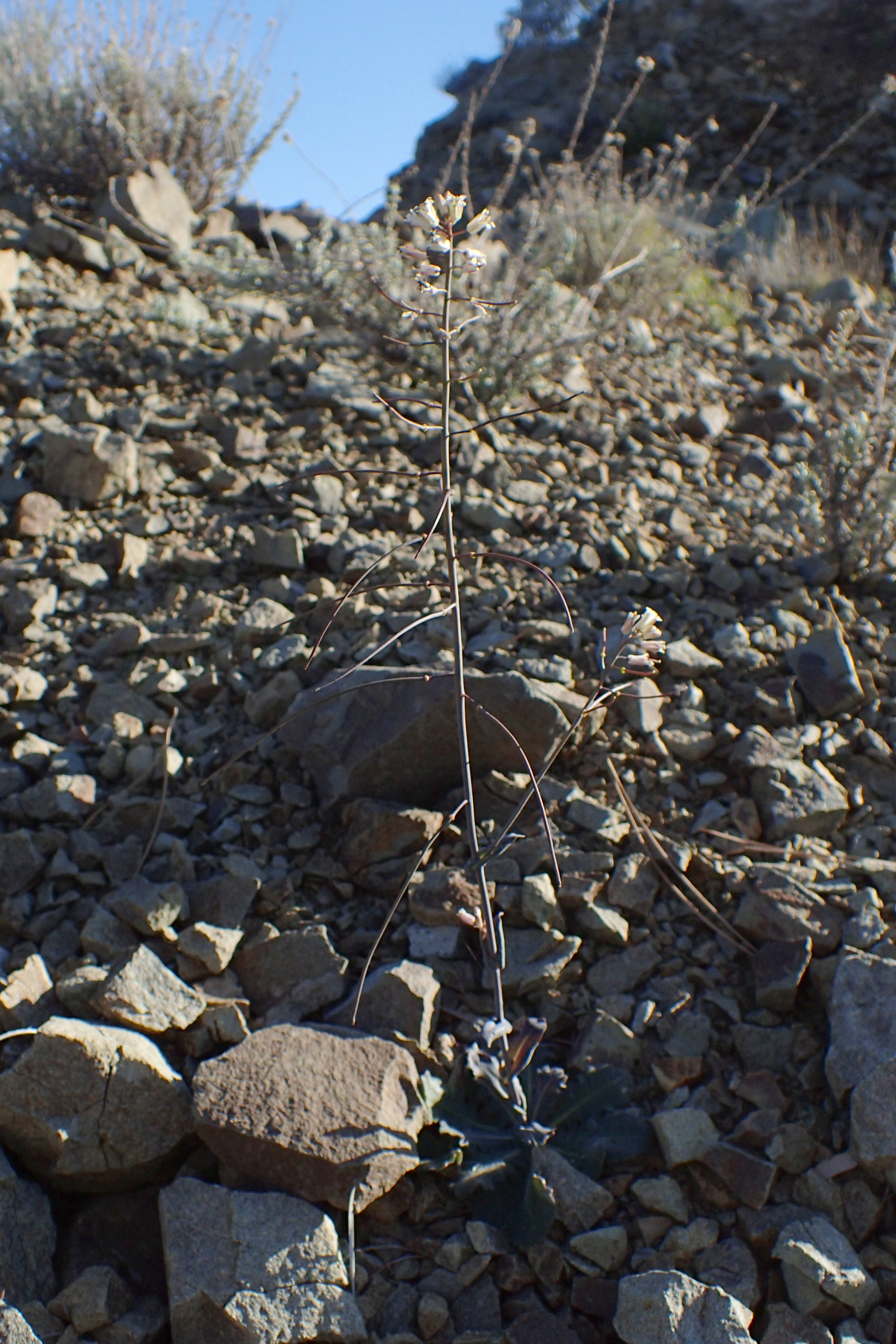
Arabis kennedyae

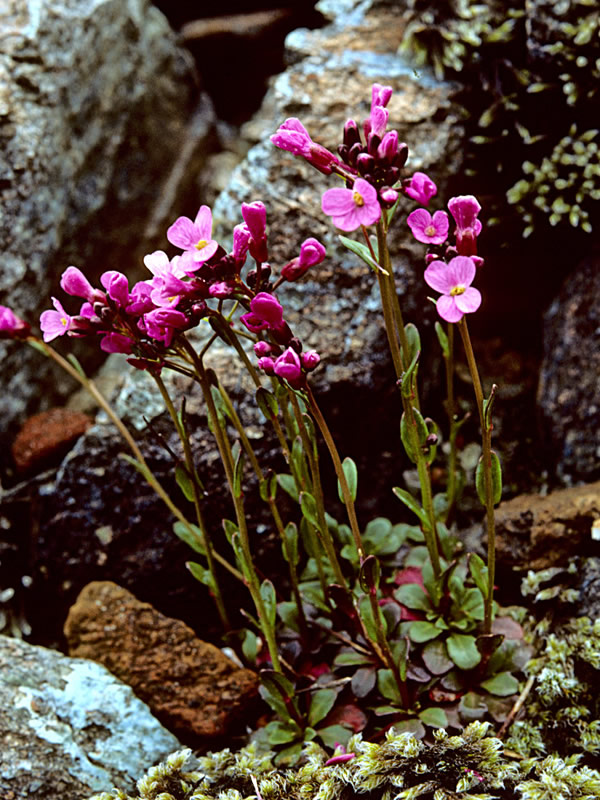
Arabis macdonaldiana

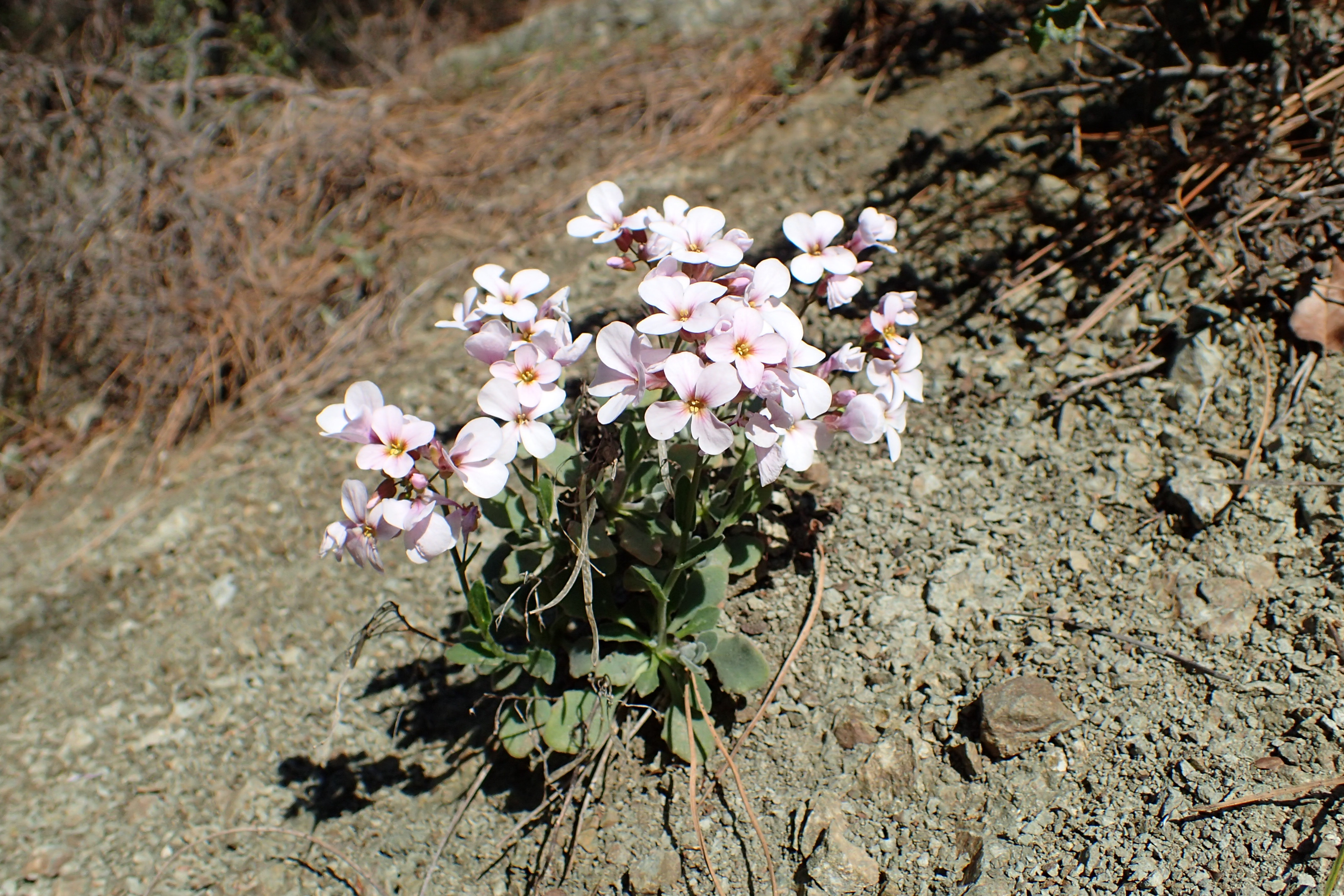
Arabis purpurea

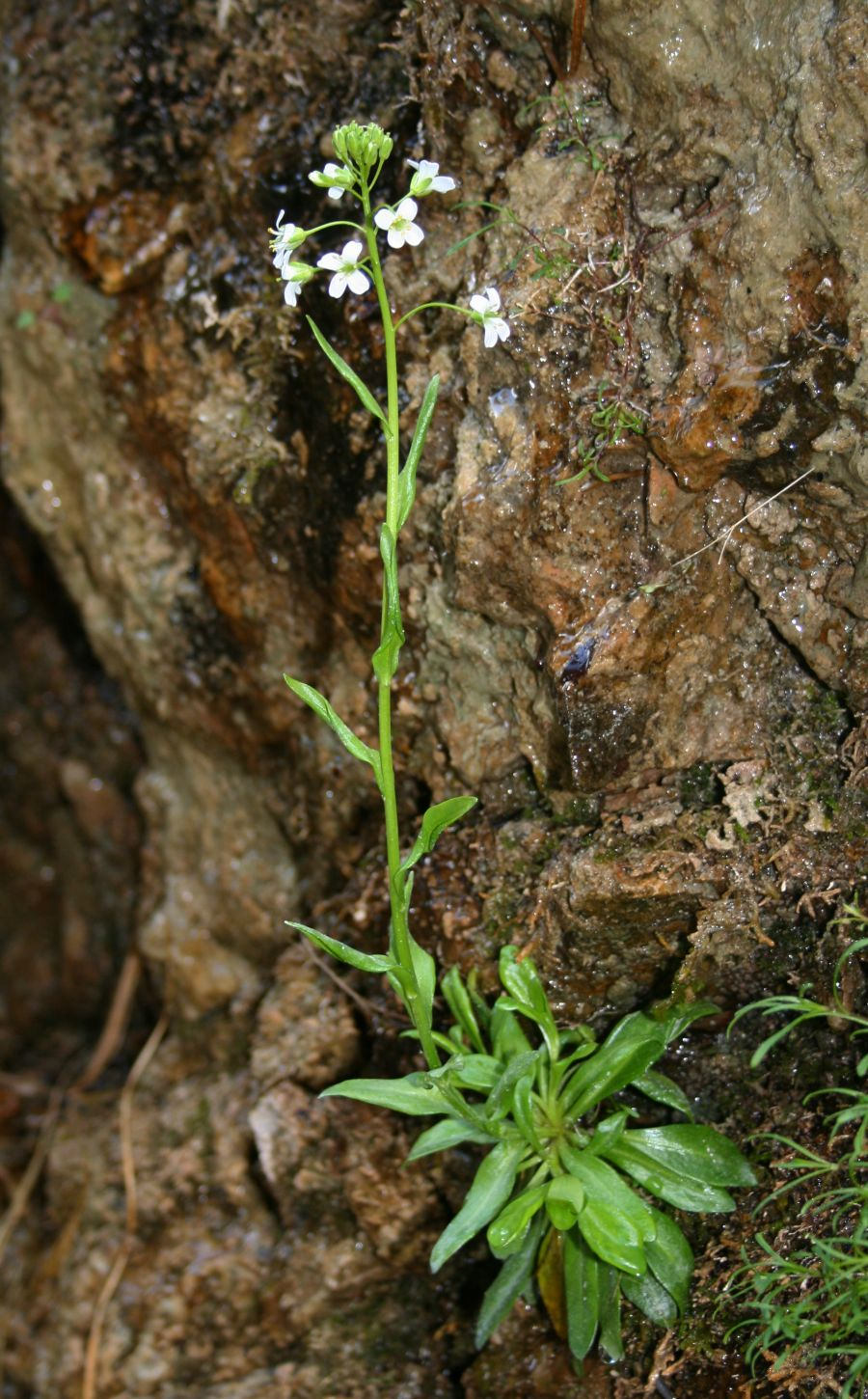
Bach-Gänsekresse (Arabis soyeri)

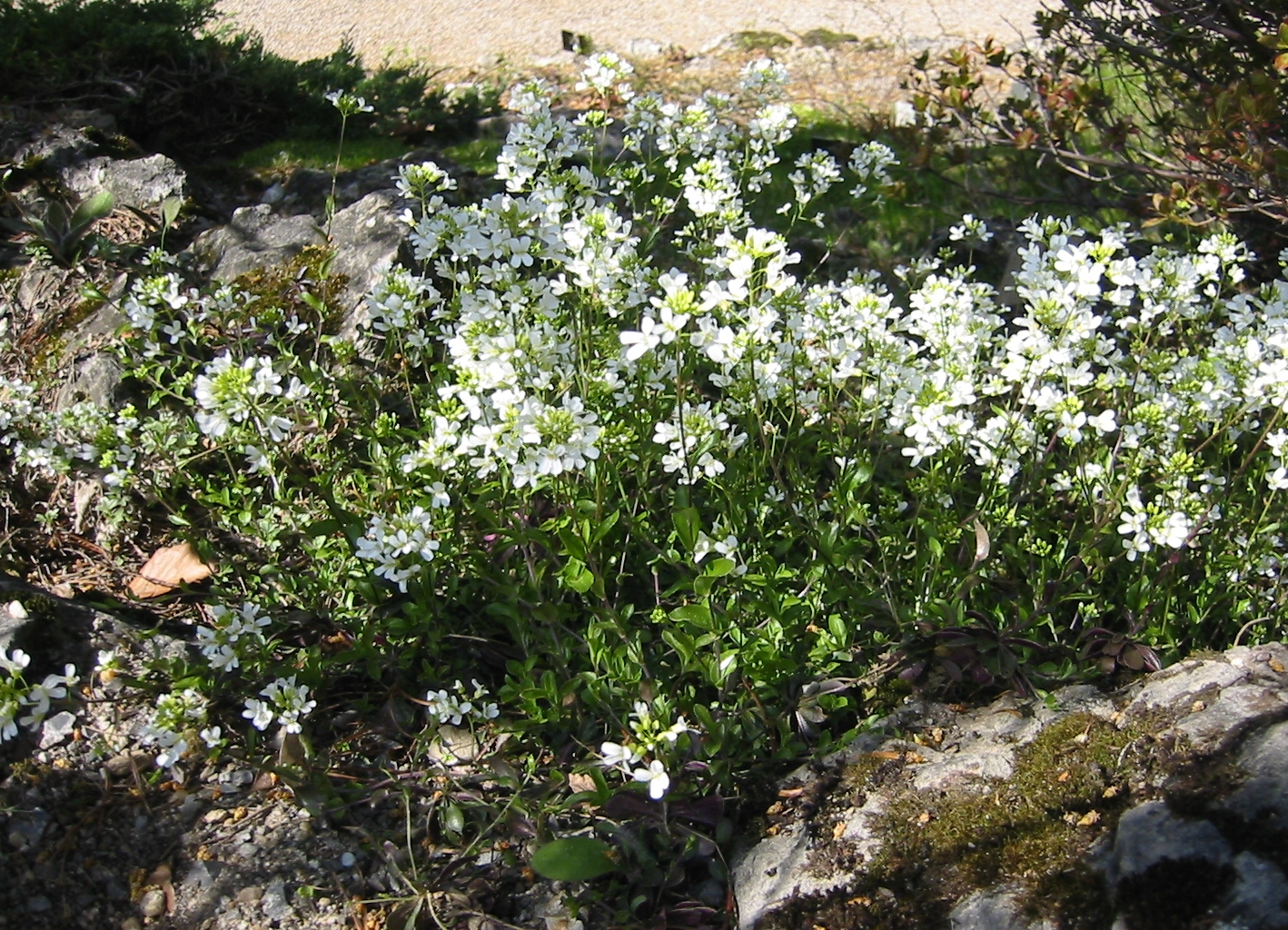
Wocheiner Gänsekresse (Arabis vochinensis)

## Systematik und Verbreitung
Der Gattungsname Arabis wurde 1753 durch Carl von Linné in Species Plantarum erstveröffentlicht. Zum Protolog gehört auch die Diagnose in Genera Plantarum. Synonyme für Arabis L. sind: Arabidium Spach, Arabisa Rchb., Euxena Calest., Hylandra Á.Löve, Parryodes Jafri, Shortia Raf., Stenophragma Čelak.
Die Gattung Arabis gehört zur Tribus Arabideae innerhalb der Familie Brassicaceae.
Die Gattung Arabis umfasst weltweit rund 70 Arten, von denen 30 in Europa vorkommen. Diese Zahlen gelten, wenn man die Gattungen Turritis und Fourraea aus Arabis ausgliedert. Die meisten nordamerikanischen Arten wurden in die Gattung Boechera gestellt.
Die in Mitteleuropa heimischen Arten sind:
- Alpen-Gänsekresse (Arabis alpina L.)
- Öhrchen-Gänsekresse (Arabis auriculata Lam.)
- Blau-Gänsekresse, Blaukresse (Arabis caerulea Haenke)
- Hügel-Gänsekresse, Mauer-Gänsekresse (Arabis collina Ten.): Sie kommt in Südeuropa, Westeuropa, Mitteleuropa und Südosteuropa vor.[7]
- Doldige Gänsekresse (Arabis ciliata Clairv.)
- Rauhaarige Gänsekresse, auch Behaarte Gänsekresse, Wiesen-Gänsekresse (Arabis hirsuta (L.) Scop.)
- Zwerg-Gänsekresse i.w.S (Arabis pumila agg.)[4]
  - Gabelhaar-Zwerg-Gänsekresse (Arabis bellidifolia Cr., Syn.: Arabis pumila Jacq.): Sie kommt in den Alpen vor.[8]
  - Sternhaar-Zwerg-Gänsekresse (Arabis stellulata Bertol.): Sie kommt von den Alpen bis ins mittlere Italien vor.[8]
- Felsen-Gänsekresse (Arabis nova Vill.): Sie kommt nach Euro+Med in Südeuropa, in Mitteleuropa, Südosteuropa, Nordafrika und Vorderasien vor.[7]
- Flachschotige Gänsekresse (Arabis planisiliqua (Pers.) Rchb.; Syn.: Arabis nemorensis (Hoffm.) W.D.J.Koch)
- Pfeil-Gänsekresse, Pfeilblättrige Gänsekresse (Arabis sagittata (Bertol.) DC.)
- Bach-Gänsekresse, Glanz-Gänsekresse, Jacquin-Gänsekresse (Arabis soyeri Reuter et Huet, Syn.: Arabis jacquinii G.Beck): Sie kommt nach Euro+Med in Spanien, Frankreich, Italien, Deutschland, Österreich, in der Schweiz, Slowenien, Polen, Slowakei, Bulgarien und Rumänien vor.[7]
- Sudeten-Gänsekresse (Arabis sudetica Tausch): Sie kommt in Tschechien, Österreich, auf der Balkanhalbinsel, Polen, Bulgarien, Rumänien, Slowakei, Ukraine und in der Türkei vor.[7]
- Wocheiner Gänsekresse (Arabis vochinensis Spreng.): Sie kommt in den Südostalpen vor.[8]

Weitere Arten sind (Auswahl):
- Arabis aculeolata Greene: Dieser Endemit kommt nur in Oregon vor.[9]
- Arabis alaschanica Maxim.: Sie gedeiht in Höhenlagen von 2300 bis 4200 Metern in den chinesischen Provinzen Gansu, Nei Mongol, Ningxia, Qinghai, Shanxi sowie Sichuan vor.[10]
- Allionis Gänsekresse (Arabis allionii DC.): Sie kommt in Frankreich, Italien, Rumänien und in der Ukraine vor.[7]
- Arabis amplexicaulis Edgew.: Sie kommt in Afghanistan, Bhutan, Indien, Kaschmir, Nepal, Pakistan und in Tibet vor.[10]
- Arabis androsacea Fenzl: Sie kommt in der Türkei vor.[7][8]
- Arabis armena N.Busch: Sie kommt in der Türkei, im Kaukasusraum und im Iran vor.[7][8]
- Arabis aubrietioides Boiss.: Sie kommt in der Türkei vor.[8][7]
- Arabis aucheri Boiss.: Sie kommt von der Türkei bis Jordanien und bis zum Iran vor.[8][7]
- Arabis axilliflora (Jafri) H.Hara: Sie kommt in Bhutan und im südlichen Tibet vor.[10]
- Arabis balansae Boiss. & Reut.: Sie kommt in Algerien vor.[7]
- Arabis bijuga G.Watt: Sie kommt in Kaschmir, Pakistan, Yunnan und Sichuan vor.[10]
- Arabis blepharophylla Hook. & Arn.: Sie ist ein Endemit von Kalifornien.[3]
- Arabis borealis Ledeb.[7]
- Arabis brachycarpa Rupr.: Sie kommt von der nordöstlichen Türkei bis zum Kaukasusgebiet vor.[8][7]
- Arabis bryoides Boiss.: Sie kommt in Griechenland, Mazedonien und Albanien vor.[7]
- Arabis carduchorum Boiss.: Sie kommt in der Türkei vor.[7]
- Kaukasische Gänsekresse (Arabis caucasica Willd., wird auch als Unterart Arabis alpina subsp. caucasica (Willd.) Briq. zu Arabis alpina L. gestellt)
- Arabis colchica Kolak.: Sie kommt in Transkaukasien vor.[7]
- Arabis conringioides Ball: Sie kommt in Marokko vor.[8][7]
- Arabis cretica Boiss. & Heldr.: Sie kommt in Kreta vor.[8][7]
- Arabis crucisetosa Constance & Rollins: Sie kommt in Washington, Oregon und Idaho voe.[8]
- Arabis cypria Holmb.: Dieser Endemit kommt nur auf Zypern vor.[7]
- Arabis deflexa Boiss.: Sie kommt in der Türkei vor.[8][7]
- Arabis doumetii Coss.: Sie kommt in Algerien vor.[7]
- Arabis drabiformis Boiss.: Sie kommt in der Türkei vor.[7]
- Arabis erubescens Ball: Sie kommt in Marokko vor.[8][7]
- Arabis eschscholtziana Andrz.: Sie kommt von den Aleuten bis Alaska und zum westlichen Nordamerika vor.[8]
- Arabis ferdinandi-coburgii Kellerer & Sünd.: Dieser Endemit kommt nur im südwestlichen Bulgarien vor.[11]
- Arabis flagellosa Miquel: Sie kommt in Japan und in den chinesischen Provinzen Anhui, Jiangsu, Jiangxi sowie Zhejiang vor.[10]
- Arabis fruticulosa C.A.Meyer: Sie kommt in Russland, Kasachstan, Kirgisistan, Tadschikistan, der Mongolei, Pakistan und in Xinjiang vor.[10]
- Arabis furcata S.Watson: Sie kommt in den US-Bundesstaaten Oregon und Washington vor.[9]
- Arabis georgiana R.M.Harper: Sie kommt in den US-Bundesstaaten Alabama und Georgia vor.[9]
- Arabis graellsiiformis Hedge: Sie kommt in der östlichen Türkei vor.[7]
- Arabis hornungiana Schur: Sie kommt in Polen, in der Slowakei, Kroatien, in Rumänien, Bulgarien und in der Ukraine vor.[7]
- Arabis humbertii Quézel: Sie kommt in Marokko vor.[8][7]
- Arabis ionocalyx Boiss.: Sie kommt im Gebiet von Libanon und Syrien vor.[7]
- Arabis josiae Jahand. & Maire: Sie kommt in Marokko vor.[7]
- Arabis juressi Rothm.: Sie kommt in Portugal und in Spanien vor.[7]
- Arabis kazbegi Mtskhvet.: Sie kommt im Kaukasus vor.[8]
- Arabis kennedyae Meikle: Dieser Endemit kommt nur auf Zypern vor.[7]
- Arabis kokonica Regel & Schmalhausen: Sie kommt in Xinjiang vor.[10]
- Arabis laxa Sm.: Sie kommt in Griechenland, Mazedonien, Zypern, Armenien und Israel vor.[7]
- Arabis macdonaldiana Eastw.: Sie ist ein Endemit des nordwestlichen Kalifornien.[3]
- Arabis margaritae Talavera: Sie kommt in Spanien vor.[8][7]
- Arabis modesta Rollins: Sie kommt in den US-Bundesstaaten Kalifornien und Oregon vor.[9]
- Arabis mollis Steven(Syn.: Arabis christiani N.Busch): Sie kommt von der östlichen Türkei bis zum nordwestlichen Iran vor.[8]
- Arabis montbretiana Boiss.[7]
- Arabis nordmanniana (Rupr.) Rupr.: Sie kommt im Kaukasusgebiet vor.[8][7]
- Arabis nuttallii (Kuntze) B.L.Robinson: Sie kommt in Kanada in Alberta sowie British Columbia und in den US-Bundesstaaten Idaho, Montana, Utah, Washington sowie Wyoming vor.[9]
- Arabis olympica Piper: Sie kommt in Washington vor.[9]
- Arabis oregana Howell ex Greene: Sie kommt in den US-Bundesstaaten Kalifornien und Oregon vor.[9]
- Arabis pangiensis Watt: Sie wurde aus dem Himalaja erstbeschrieben.
- Arabis paniculata Franchet: Sie kommt in Kaschmir, Nepal, Tibet und in den chinesischen Provinzen Gansu, Guizhou, Hubei, Shaanxi, Sichuan sowie Yunnan vor.[10]
- Arabis parvula Dufour: Sie kommt in Marokko, Algerien, Tunesien und Spanien vor.[7]
- Arabis patens Sullivant: Sie kommt in den östlichen Vereinigten Staaten vor.[9]
- Arabis procurrens Waldst. & Kit.: Die Heimat ist die Balkanhalbinsel und Rumänien.[3]
- Arabis pterosperma Edgew.: Sie kommt in Bhutan, Indien, Kaschmir, Pakistan, Nepal Sikkim, Tibet und in den chinesischen Provinzen Qinghai, Sichuan sowie Yunnan vor.[10]
- Arabis pubescens (Desf.) Poir.: Sie kommt in Marokko und in Algerien vor.[7]
- Arabis purpurea Sm.: Dieser Endemit kommt nur in Zypern vor.[7]
- Arabis pycnocarpa M.Hopkins: Sie kommt in zwei Varietäten in Ostasien und in Nordamerika vor.[9]
- Arabis rosea DC.: Sie kommt in Italien, Sizilien und Griechenland vor.[7]
- Arabis sachokiana (N.Busch) N.Busch: Sie kommt im Kaukasusraum vor.[8][7]
- Arabis sadina (Samp.) Cout.: Sie kommt in Portugal vor.[7]
- Arabis saxicola Edgew.: Sie kommt von Zentralasien bis zum westlichen Himalaja vor.[8]
- Raue Gänsekresse (Arabis scabra All.): Sie kommt in Spanien, Frankreich, in der Schweiz und in Großbritannien vor.[7]
- Krainer Gänsekresse (Arabis scopoliana Boiss.): Die Heimat ist die Balkanhalbinsel und vielleicht Italien.[12]
- Arabis serotina E.Steele: Sie kommt nur in den US-Bundesstaaten Virginia und West Virginia vor.[3]
- Quendel-Gänsekresse (Arabis serpillifolia Vill.): Sie kommt in Spanien, Frankreich, Italien, in der Schweiz, in Albanien und im früheren Jugoslawien vor.[7]
- Arabis serrata Franch. & Sav. (Syn.: Arabis formosana (Masam. ex S.F.Huang) Liu & Ying): Sie kommt in Japan, Korea, Taiwan und in Anhui vor.[10]
- Arabis setosifolia Al-Shehbaz: Sie wurde 2002 aus Tibet erstbeschrieben.[10]
- Arabis stelleri DC.: Sie kommt in Japan, Korea, Taiwan und Russland vor.[10]
- Arabis stenocarpa Boiss. & Reut.: Sie kommt in Portugal und Spanien vor.[7]
- Arabis subflava B.M.G.Jones: Sie kommt im südlichen Griechenland vor.[8][7]
- Arabis surculosa N.Terracc.: Sie kommt in Italien, Serbien, Montenegro, Mazedonien und Albanien vor.[7]
- Arabis tenuirostris O.E.Schulz: Sie wurde aus Kaschmir erstbeschrieben.
- Arabis tibetica Hook. f. & Thomson: Sie kommt in Tibet, in Afghanistan, Kaschmir, Kirgisistan, Pakistan und Tadschikistan vor.[10]
- Arabis tunetana Murb.: Sie kommt in Tunesien vor.[8][7]
- Arabis verdieri Quézel: Sie kommt in Marokko vor.[8][7]
- Frühlings-Gänsekresse (Arabis verna (L.) R.Br.[7])
- Arabis werneri Emb. & Maire: Sie kommt in Marokko vor.[7]

Ausgegliederte Arten sind:
- Arabis gemmifera (Matsumura) Makino ex Hara → Arabidopsis halleri subsp. gemmifera (Matsum.) O’Kane & Al-Shehbaz[8]
- Turmkraut, auch Kahle Gänsekresse (Arabis glabra (L.) Bernh. → Turritis glabra L.)[8]
- Armblütige Gänsekresse oder Kohlkresse (Arabis pauciflora (Grimm) Garcke → Fourraea alpina (L.) Greuter & Burdet (Syn.: Turritis brassica Leers))[8]
- Turmgänsekresse, Bogen-Gänsekresse, Bogenfrucht-Gänsekresse (Arabis turrita L. → Pseudoturritis turrita (L.) Al-Shehbaz)[8]
- Arabis pendula L. → Catolobus pendula (L.) Al-Shehbaz[8]